# عبدالعلی نیک‌روش
عبدالعلی نیک‌روش سیاست‌مدار ایرانی بود، که در  دوره بیست و سوم  به‌عنوان نماینده ایلام در مجلس شورای ملی حضور داشت.